# Fußball-Club Sachsen Leipzig 1990 2000-2001
Questa voce raccoglie le informazioni riguardanti il Fußball-Club Sachsen Leipzig 1990 nelle competizioni ufficiali della stagione 2000-2001.

## Stagione
Nella stagione 2000-2001 il Sachsen Lipsia, allenato da Volkan Uluc, Uwe Ferl, Hristo Bonev e Jürgen Raab, concluse il campionato di Regionalliga nord al 14º posto.

## Rosa
| N. |                                 | Ruolo | Calciatore        |
| -- | ------------------------------- | ----- | ----------------- |
| 1  | Germania (bandiera)             | P     | Marco Eckstein    |
| 2  | Germania (bandiera)             | D     | Hagen Schmidt     |
| 3  | Germania (bandiera)             | D     | Andreas Schiemann |
| 4  | Ungheria (bandiera)             | D     | Béla Virág        |
| 5  | Germania (bandiera)             | D     | Jens Härtel       |
| 6  | Germania (bandiera)             | D     | Matthias Wentzel  |
| 7  | Germania (bandiera)             | C     | Thomas Risch      |
| 8  | Germania (bandiera)             | C     | Piet Schönberg    |
| 9  | Germania (bandiera)             | A     | Mike Lünsmann     |
| 10 | Bosnia ed Erzegovina (bandiera) | A     | Almir Filipović   |
| 11 | Albania (bandiera)              | C     | Mehmet Dragusha   |
| 12 | Rep. Ceca (bandiera)            | C     | Jiří Povišer      |
| 13 | Germania (bandiera)             | A     | Carsten Klee      |

| N. |                               | Ruolo | Calciatore            |
| -- | ----------------------------- | ----- | --------------------- |
| 15 | Germania (bandiera)           | C     | Frank Rietschel       |
| 16 | Germania (bandiera)           | D     | Christoph Höche       |
| 17 | Ucraina (bandiera)            | A     | Oleksandr Grebenozhko |
| 18 | Bulgaria (bandiera)           | D     | Borislav Georgiev     |
| 20 | Ucraina (bandiera)            | C     | Oleksandr Dyndikov    |
| 23 | Rep. Ceca (bandiera)          | P     | René Twardzik         |
|    | Germania (bandiera)           | D     | Olaf Kapagiannidis    |
|    | Croazia (bandiera)            | D     | Miroslav Slišković    |
|    | Macedonia del Nord (bandiera) | C     | Vlatko Gosev          |
|    | Polonia (bandiera)            | C     | Patryk Rachwał        |
|    | Germania (bandiera)           | C     | Mario Schaaf          |
|    | Macedonia del Nord (bandiera) | C     | Zoran Vasevski        |

## Organigramma societario
Area tecnica
- Allenatore: Jürgen Raab
- Allenatore in seconda:
- Preparatore dei portieri:
- Preparatori atletici:
- Analisi video:

## Calciomercato

### Sessione estiva
| Acquisti | Acquisti              | Acquisti            | Acquisti |
| R.       | Nome                  | da                  | Modalità |
| -------- | --------------------- | ------------------- | -------- |
| C        | Vlatko Gosev          | Rabotnički          |          |
| C        | Mehmet Dragusha       | Maribor             |          |
| C        | Oleksandr Dyndikov    | Sachsen Lipsia U19  |          |
| P        | Marco Eckstein        | Energie Cottbus     |          |
| A        | Oleksandr Grebenozhko | Borussia M'gladbach |          |
| D        | Jens Härtel           | Union Berlino       |          |
| D        | Olaf Kapagiannidis    | TeBe Berlino        |          |
| A        | Carsten Klee          | Greuther Fürth      |          |
| A        | Mike Lünsmann         | TeBe Berlino        |          |
| D        | Hagen Schmidt         | Erzgebirge Aue      |          |
| C        | Piet Schönberg        | Rot-Weiß Erfurt     |          |

| Cessioni | Cessioni             | Cessioni          | Cessioni |
| R.       | Nome                 | a                 | Modalità |
| -------- | -------------------- | ----------------- | -------- |
| A        | Markus Aerdken       | BFC Dynamo        |          |
| D        | David Bergner        | Norimberga        |          |
| P        | Ralf Eilenberger     | Oldenburg         |          |
| D        | Marco Förster        | Rot-Weiss Essen   |          |
| D        | Steffen Hammermüller | Sachsen Lipsia II |          |
| C        | Rastislav Hodul      | Grün-Weiß Wolfen  |          |
| D        | Holger Krauß         | Zwickau           |          |
| A        | Boris Lucic          | Dresdner SC       |          |
| C        | Bernd Santl          | FC Starnberg      |          |
| P        | Frank Schöne         | Lokomotive Lipsia |          |
| C        | Nikolai Stanchev     | Spartak Varna     |          |
| A        | Valentin Stanchev    | Spartak Varna     |          |
| A        | Tomasz Suwary        | Lech Poznań       |          |
| A        | Matthias Zimmerling  | VfL Halle 1896    |          |

### Sessione invernale
| Acquisti | Acquisti       | Acquisti           | Acquisti |
| R.       | Nome           | da                 | Modalità |
| -------- | -------------- | ------------------ | -------- |
| C        | Patryk Rachwał | Energie Cottbus II |          |
| C        | Zoran Vasevski | Pelister           |          |

| Cessioni | Cessioni         | Cessioni      | Cessioni |
| R.       | Nome             | a             | Modalità |
| -------- | ---------------- | ------------- | -------- |
| A        | Gabriel Valencia | V.B. Mariners |          |

## Risultati

### Regionalliga nord

#### Girone di andata
| Lipsia 29 luglio 2000, ore 14:00 CEST 1ª giornata | Sachsen Lipsia | 0 – 0 referto | Dresdner SC | Alfred-Kunze-Sportpark (6 781 spett.)\| Arbitro: \| Beitzel \| |
| Arbitro:                                          | Beitzel        |               |             |                                                                |

| Arbitro: | Kemmling |

|                                 |           |          |
| Raschke 8’ Winkler 64’ Skok 85’ | Marcatori | 17’ Klee |

| Arbitro: | Anklam |

|                                  |           |                                           |
| Lünsmann 5’ (rig.) Schiemann 83’ | Marcatori | 30’ Plaßhenrich 42’ Goch 88’ (aut.) Höche |

| Arbitro: | Grabanowski |

|              |           |              |
| Teixeira 63’ | Marcatori | 24’ Georgiev |

| Arbitro: | Perschke |

|  |           |                          |
|  | Marcatori | 16’ Achilles 77’ Bärwolf |

| Arbitro: | Müller |

|  |           |                      |
|  | Marcatori | 78’ (rig.) Schiemann |

| Arbitro: | Weiner |

|                            |           |  |
| Schiemann 35’ Lünsmann 83’ | Marcatori |  |

| Arbitro: | Grudzinski |

|           |           |  |
| Iyodo 17’ | Marcatori |  |

| Arbitro: | Voss |

|  |           |                                          |
|  | Marcatori | 21’, 37’ (rig.) Weetendorf 72’ Kolakovic |

| Arbitro: | Soltow |

|                     |           |              |
| Jaekel 37’ Simm 54’ | Marcatori | 38’ Lünsmann |

| 7 ottobre 2000 11ª giornata |  | – turno di riposo |  |  |

| Arbitro: | Gräfe |

|                                     |           |  |
| Lünsmann 10’ Dragusha 17’ Höche 36’ | Marcatori |  |

| Arbitro: | Hahne |

|                    |           |  |
| Süs 71’ Döpper 90’ | Marcatori |  |

| Arbitro: | Hielscher |

|               |           |                   |
| Schiemann 34’ | Marcatori | 30’ Chałaśkiewicz |

| Arbitro: | Otte |

|                        |           |                  |
| Küsters 20’ Winter 62’ | Marcatori | 18’, 22’ Schmidt |

| Arbitro: | Hennecke |

|                                                       |           |          |
| Klee 30’, 45’ Filipović 31’ Schiemann 69’ (rig.), 90’ | Marcatori | 32’ Čupr |

| Arbitro: | Schriever |

|           |           |             |
| Zimin 45’ | Marcatori | 11’ Schmidt |

| Lipsia 25 novembre 2000, ore 14:00 CET 18ª giornata | Sachsen Lipsia | 0 – 0 referto | Borussia Dortmund II | Alfred-Kunze-Sportpark (3 714 spett.)\| Arbitro: \| Hems \| |
| Arbitro:                                            | Hems           |               |                      |                                                             |

| Arbitro: | Reimer |

|  |           |            |
|  | Marcatori | 62’ Härtel |

#### Girone di ritorno
| Arbitro: | Fröhlich |

|           |           |          |
| Milde 19’ | Marcatori | 28’ Klee |

| Arbitro: | Jauch |

|  |           |                   |
|  | Marcatori | 75’ Karp 78’ Wolf |

| Verl 24 marzo 2001, ore 14:00 CET 22ª giornata | Verl      | 0 – 0 referto | Sachsen Lipsia | Stadion an der Poststraße (1 207 spett.)\| Arbitro: \| Schriever \| |
| Arbitro:                                       | Schriever |               |                |                                                                     |

| Arbitro: | Melms |

|                     |           |  |
| Härtel 40’ Klee 60’ | Marcatori |  |

| Arbitro: | Wegener-Gärtner |

|                                               |           |  |
| Turgut 26’ (rig.), 32’ Bärwolf 30’ Dengel 88’ | Marcatori |  |

| Arbitro: | Häcker |

|                                                       |           |  |
| Lünsmann 45’ (rig.), 51’ Gosev 48’ Klee 77’ Höche 81’ | Marcatori |  |

| Arbitro: | Voss |

|                   |           |  |
| Teixeira 40’, 85’ | Marcatori |  |

| Arbitro: | Reimer |

|               |           |  |
| Filipović 35’ | Marcatori |  |

| Arbitro: | Hems |

|          |           |             |
| Kuci 25’ | Marcatori | 3’ Georgiev |

| Arbitro: | Seemann |

|                          |           |  |
| Filipović 25’ Härtel 48’ | Marcatori |  |

| 6 aprile 2001 30ª giornata |  | – turno di riposo |  |  |

| Arbitro: | Weber |

|                     |           |  |
| Kunze 32’ Grund 82’ | Marcatori |  |

| Arbitro: | Minskowski |

|                 |           |             |
| Grebenozhko 75’ | Marcatori | 72’ Sümnich |

| Arbitro: | Jauch |

|                                |           |         |
| Gatti 5’ Küntzel 61’ Röver 88’ | Marcatori | 2’ Klee |

| Arbitro: | Koop |

|                                      |           |  |
| Schiemann 83’ (rig.) Putz 90’ (aut.) | Marcatori |  |

| Arbitro: | Kinhöfer |

|          |           |  |
| Zedi 60’ | Marcatori |  |

| Arbitro: | Weber |

|               |           |  |
| Schönberg 80’ | Marcatori |  |

| Arbitro: | Kreyer |

|           |           |          |
| Gambo 75’ | Marcatori | 32’ Klee |

| Arbitro: | Perschke |

|                                    |           |                                |
| Höche 12’ Schmidt 34’ Lünsmann 60’ | Marcatori | 20’, 63’ Ivanauskas 52’ Cengiz |

## Statistiche

### Statistiche di squadra
| Competizione      | Punti | In casa | In casa | In casa | In casa | In casa | In casa | In trasferta | In trasferta | In trasferta | In trasferta | In trasferta | In trasferta | Totale | Totale | Totale | Totale | Totale | Totale | DR |
| Competizione      | Punti | G       | V       | N       | P       | Gf      | Gs      | G            | V            | N            | P            | Gf           | Gs           | G      | V      | N      | P      | Gf     | Gs     | DR |
| ----------------- | ----- | ------- | ------- | ------- | ------- | ------- | ------- | ------------ | ------------ | ------------ | ------------ | ------------ | ------------ | ------ | ------ | ------ | ------ | ------ | ------ | -- |
| Regionalliga nord | 45    | 18      | 9       | 5       | 4       | 30      | 16      | 18           | 2            | 7            | 9            | 12           | 27           | 36     | 11     | 12     | 13     | 42     | 43     | -1 |
| Totale            | 45    | 18      | 9       | 5       | 4       | 30      | 16      | 18           | 2            | 7            | 9            | 12           | 27           | 36     | 11     | 12     | 13     | 42     | 43     | -1 |

### Andamento in campionato
| Giornata  | 1  | 2  | 3  | 4  | 5  | 6  | 7  | 8  | 9  | 10 | 11 | 12 | 13 | 14 | 15 | 16 | 17 | 18 | 19 | 20 | 21 | 22 | 23 | 24 | 25 | 26 | 27 | 28 | 29 | 30 | 31 | 32 | 33 | 34 | 35 | 36 | 37 | 38 |
| --------- | -- | -- | -- | -- | -- | -- | -- | -- | -- | -- | -- | -- | -- | -- | -- | -- | -- | -- | -- | -- | -- | -- | -- | -- | -- | -- | -- | -- | -- | -- | -- | -- | -- | -- | -- | -- | -- | -- |
| Luogo     | C  | T  | C  | T  | C  | T  | C  | T  | C  | T  |    | C  | T  | C  | T  | C  | T  | C  | T  | T  | C  | T  | C  | T  | C  | T  | C  | T  | C  |    | T  | C  | T  | C  | T  | C  | T  | C  |
| Risultato | N  | P  | P  | N  | P  | V  | V  | P  | P  | P  |    | V  | P  | N  | N  | V  | N  | N  | V  | N  | P  | N  | V  | P  | V  | P  | V  | N  | V  |    | P  | N  | P  | V  | P  | V  | N  | N  |
| Posizione | 10 | 14 | 17 | 16 | 18 | 15 | 10 | 14 | 14 | 16 | 17 | 15 | 15 | 15 | 15 | 14 | 14 | 14 | 13 | 13 | 14 | 14 | 14 | 14 | 14 | 14 | 14 | 13 | 11 | 14 | 14 | 14 | 14 | 14 | 15 | 13 | 13 | 14 |

Legenda:

Luogo: C = Casa; T = Trasferta. Risultato: V = Vittoria; N = Pareggio; P = Sconfitta.

### Statistiche dei giocatori
| M. Dragusha      | 27 | 1 | 1  | 2 |
| O. Dyndikov      | 9  | 0 | 3  | 0 |
| M. Eckstein      | 1  | 0 | 0  | 0 |
| A. Filipović     | 30 | 3 | 7  | 3 |
| B. Georgiev      | 30 | 2 | 7  | 0 |
| V. Gosev         | 20 | 1 | 2  | 0 |
| O. Grebenozhko   | 19 | 1 | 1  | 0 |
| J. Härtel        | 32 | 3 | 4  | 2 |
| C. Höche         | 34 | 3 | 6  | 0 |
| O. Kapagiannidis | 16 | 0 | 1  | 0 |
| C. Klee          | 30 | 8 | 4  | 0 |
| M. Lünsmann      | 23 | 7 | 1  | 2 |
| J. Povišer       | 35 | 0 | 3  | 0 |
| P. Rachwał       | 15 | 0 | 5  | 0 |
| F. Rietschel     | 9  | 0 | 4  | 0 |
| T. Risch         | 4  | 0 | 0  | 0 |
| M. Schaaf        | 1  | 0 | 0  | 0 |
| A. Schiemann     | 34 | 7 | 9  | 0 |
| H. Schmidt       | 20 | 4 | 7  | 1 |
| P. Schönberg     | 10 | 1 | 2  | 0 |
| M. Slišković     | 15 | 0 | 6  | 1 |
| R. Twardzik      | 36 | 0 | 2  | 0 |
| G. Valencia      | 1  | 0 | 0  | 0 |
| Z. Vasevski      | 3  | 0 | 0  | 0 |
| B. Virág         | 27 | 0 | 10 | 1 |
| M. Wentzel       | 9  | 0 | 1  | 0 |